# BMW・F15
F15は、ドイツの自動車メーカーであるBMWが製造・販売するX5の3代目を指すモデルコードである。2013年から2018年にかけて製造・販売された。
先代のE70から6年ぶりのフルモデルチェンジとなった。ヘッドランプとキドニーグリルがつながったフロントマスクが特徴的である。E70と比較して全長は26 mm、全幅は5 mm増し、全高は14 mm低くなった。ホイールベースは同一である。

## 歴史
2013年9月10日、フランクフルト国際モーターショー2013でワールドプレミアされた。ヨーロッパ市場では4.4 L V8ツインターボガソリン搭載のxDrive50i、3.0 L 直6ターボディーゼル搭載のxDrive30d、3.0 L 直6トリターボディーゼル搭載のM50dが設定された。xDrive40d、xDrive35i、xDrive25d、後輪駆動でCO2排出量149 g/kmのsDrive25dは2013年12月に追加設定された。
2015年3月15日、プラグインハイブリッド仕様のxDrive40eが追加設定された。

## 日本市場での歴史
2013年10月31日、日本市場で発表され、同年11月16日より販売が開始された。「xDrive35d」「xDrive35i」「xDrive50i」の3グレードが導入され、それぞれに「xLine」「Mスポーツ」のトリムラインも用意された。
2014年11月6日、高性能モデルである「X5 M」の販売を開始した。575 ps/750 Nmを発生する4.4 L V8ツインターボエンジンを搭載し、0-100 km加速は4.2秒である。なお、このモデルに関しては別のモデルコードF85が与えられている。
2015年9月8日、プラグインハイブリッドモデルである「xDrive40e」が発表された。2.0 L直4ターボエンジンに電気モーターを組み合わせている。システムのトータル出力は313 ps/450 Nm、モーターのみでの最大走行可能距離は31 kmである。
| F15（2013年 - 2018年）       | F15（2013年 - 2018年） | F15（2013年 - 2018年） | F15（2013年 - 2018年）        | F15（2013年 - 2018年） | F15（2013年 - 2018年） | F15（2013年 - 2018年） | F15（2013年 - 2018年） |
| グレード                     | 型式                   | 排気量 (cc)            | エンジン                      | 最高出力 (ps/rpm)      | 最大トルク (kgm/rpm)   | 変速機                 | 駆動方式               |
| ---------------------------- | ---------------------- | ---------------------- | ----------------------------- | ---------------------- | ---------------------- | ---------------------- | ---------------------- |
| xDrive35d                    | N57D30A                | 2,992                  | 直列6気筒DOHCディーゼルターボ | 258/4,000              | 57.1/1,500-3,000       | 8速AT                  | 四輪駆動               |
| xDrive35i                    | N55B30A                | 2,979                  | 直列6気筒DOHCターボ           | 306/5,800              | 40.8/1,200-5,000       | 8速AT                  | 四輪駆動               |
| xDrive50i                    | N63B44B                | 4,394                  | V型8気筒DOHCツインターボ      | 450/5,500              | 66.3/2,000-4,500       | 8速AT                  | 四輪駆動               |
| xDrive40e（2015年 - 2018年） | N20B20A-P251           | 1,997                  | 直列4気筒DOHCターボ           | 245/5,000              | 35.7/1,250-4,800       | 8速AT                  | 四輪駆動               |
| X5 M（2014年 - 2018年）      | S63B44B                | 4,394                  | V型8気筒DOHCツインターボ      | 575/6,000              | 76.5/2,200-5,000       | 8速AT                  | 四輪駆動               |